# 第41師団 (日本軍)
第41師団（だいよんじゅういちしだん）は、大日本帝国陸軍の師団の一つ。

## 沿革

### 大陸戦線
盧溝橋事件後華北から華中・華南へと戦線が拡大し日中戦争が泥沼化するなかで、占領地の警備や治安維持を目的として1939年（昭和14年）6月30日に新設された歩兵三個連隊編制師団の一つであり、同時に第38師団・第39師団・第40師団が新設された。また同年2月7日には第32師団・第33師団・第34師団・第35師団・第36師団・第37師団が新設された。
編成後、同年10月に華北に進駐、第1軍の指揮下に入り山西省方面の警備に当たる一方、ほかの治安師団と同様さまざまな治安作戦に参加し、約3年間山西省を拠点に活動する。

### 太平洋戦線
1942年（昭和17年）11月に、師団は華北からニューギニアに転用されることとなり、第8方面軍隷下の第18軍に編入された。先発隊の歩兵第239連隊が1943年（昭和18年）2月下旬に、師団主力も同年5月に東部ニューギニアのウェワクに進出した。しかし、その頃既に第51師団はラエ・サラモアの戦いに敗れ、続いてフィンシュハーフェンの戦いで第20師団も大打撃を受け、第18軍は壊滅状態となっていた。
1944年（昭和19年）7月10日に、第41師団を主体とした残された第18軍の全勢力を以ってアイタペの戦いを挑むが功を奏せず、以後アレキサンダー山系にこもり飢餓との戦いを続けた。

## 師団概要

### 歴代師団長
- 田辺盛武 中将：1939年（昭和14年）10月2日 - 1941年（昭和16年）3月1日
- 清水規矩 中将：1941年（昭和16年）3月1日 - 1942年（昭和17年）7月1日
- 阿部平輔 中将：1942年（昭和17年）7月1日 - 1943年（昭和18年）6月11日（戦病死）
- 真野五郎 中将：1943年（昭和18年）6月14日 - 終戦

### 参謀長
- 田島彦太郎 騎兵大佐：1939年（昭和14年）10月6日 - 1941年7月7日[1]
- 三原修二 大佐：1941年（昭和16年）7月7日 - 1943年8月2日[2]
- 伊藤章 大佐：1943年（昭和18年）8月2日 - 1944年5月24日戦死[3]
- 増成正一 中佐：1944年（昭和19年）8月17日 - 終戦[4]

### 最終所属部隊
- 第41歩兵団：青津喜久太郎少将
  - 歩兵第237連隊（水戸）：奈良正彦少将
  - 歩兵第238連隊（高崎）：山口達春大佐
  - 歩兵第239連隊（宇都宮）：越智鶴吉大佐
- 山砲兵第41連隊：大野斌夫大佐
- 工兵第41連隊：加藤正中佐
- 輜重兵第41連隊：吉松篤大佐
- 第41師団通信隊：長井角治少佐
- 第41師団第1野戦病院：難藤正明軍医少佐
- 第41師団第2野戦病院：寺本巖軍医少佐
- 第41師団第3野戦病院：中浜欣時軍医少佐